# 울주 석남사 산신도
울주 석남사 산신도(蔚州 石南寺 山神圖)는 울산광역시 울주군 석남사에 있는 산신도이다. 2014년 12월 31일 울산광역시의 유형문화재 제33호로 지정되었다.

## 개요
석남사 산신도는 인자한 노인의 모습을 한 산신과 산신의 옆에 온순하게 앉아있는 호랑이를 중심으로 배경에 소나무와 시중드는 동녀를 표현한 그림이다.
전체 구도는 화면의 향우측에서 향좌측으로 경사진 낮은 암반 위에 신선과 호랑이가 앉아있고, 구릉 너머로 두 그루의 노송이 신선의 왼편에 보이고 쟁반을 든 동녀가 신선의 오른편에 서 있다. 장방형의 화면은 신선과 호랑이를 중심으로 뒤편에 소나무, 동녀를 배치한 단순한 구성을 보이는데, 인물과 배경에 간격을 두고 좌우로 배치하여 안정적인 공간감 보인다.
안료는 적색, 녹색, 흰색, 남색, 갈색을 주로 사용. 전체적으로 안료와 채색의 상태는 양호한 편이나, 신선과 동녀의 의복에 채색된 적색은 눈에 띠게 빙렬이 진행되었고 신선의 손에 든 파초의 녹색 안료도 빙렬로 인한 박락이 확인된다. 인물의 신체는 흰색 채색, 갈색 선조로 윤곽과 세부를 표현하였다.
해당 산신도는 화기를 통해 해인사의 경운당 성규에 의해 제작된 작품으로 그는 19세기 후반 경에 경상도에서 활동한 불화승이다. 대부분 수화승으로 참여하였으나, 석남사 산신도는 성규의 작품으로 새롭게 알려진 유일한 단독 작품이다.

## 참고 자료
- 울주 석남사 산신도 - 국가유산청 국가유산포털